# نعسان (ضاحية)
نعسان هي إحدى الضواحي الجنوبية لمدينة تونس، وهي تابعة إداريا لولاية بن عروس. وتتبعها المنطقة الصناعية بشبدة التي تتركز بها بعض الصناعات واشتهرت خاصة بصناعة البلور.وصناعة الخزف الصينى وكذلك المواد الصحية الممتازة كما يقطنها أكثر من40000ساكن بها محطة قطار من اوائل القرن الماضي وكانت تشتهر بمعاصر الخمر و زراعة العنب.